# Marcel Bruijns
Marcel Bruijns (Arnhem, 23 februari 1943 - Blaricum, 29 juni 2009) was een Nederlands journalist, radio- en televisiemaker en presentator, actief van 1969-2001.
Hij begon in 1969 bij de AVRO als medewerker van AVRO's Radiojournaal en Televizier. 
In 1974 toen de TROS A-omroep werd en daarom ook verplicht een actualiteitenrubriek moest verzorgen werd hij door Wibo van de Linde gevraagd als medewerker voor TROS Aktua en werkte daar als verslaggever, presentator en later ook eindredacteur. In 1993 ging Aktua op in 2 Vandaag en ging Bruijns mee. 
Bruijns had gevoel voor humor en in 1980 haalde hij een grap uit door een flamboyant geklede, Palestijnse bemiddelaar "Abu Sabu" in Beiroet te spelen. Maar toen zijn grote zegelring in het oog liep, viel hij door de mand. Ook was hij enige tijd politiek verslaggever in Den Haag, maar hij moest deze taak na een foutief bericht over de kabinetsformatie neerleggen. Bruijns nam dit niet en er werd  een comité "Bruijns moet blijven" opgericht. De omroep werd overspoeld door boze brieven, naar later bleek door Bruijns zelf handgeschreven en door het hele land gepost, aldus Wibo van de Linde in een vraaggesprek.
In 2001 ging Bruijns vervroegd met pensioen en in 2009 overleed hij.